# CHOIR JAIL
「CHOIR JAIL」（クワイア・ジェイル）は、 鈴木このみのデビューシングル。2012年4月25日にメディアファクトリーから発売された。

## 概要
表題曲「CHOIR JAIL」は、テレビアニメ『黄昏乙女×アムネジア』のオープニングテーマに起用された。ジャケットには庚夕子がプリントされている。

## 収録曲
（全作詞：畑亜貴、作曲：田代智一）
1. CHOIR JAIL [3:54]
  - 編曲：田代智一・浦田尚克
  - テレビアニメ『黄昏乙女×アムネジア』オープニングテーマ
  - 歌詞にはアムネジアの閉じた世界観とは逆の開く部分および畑自身が鈴木に希望の意味で込めた開く様子が表現されており、鈴木も本作について「作品の世界観と心の奥底に眠っている希望や未来を表現できるように歌った。」という[1]。
  - 畑は、レコーディングでは新人だからといって客扱いせずプロとして指導した事を明かしている[1]。
2. 残像未来 [4:39]
  - 編曲：後藤康二
  - 主旋律は「CHOIR JAIL」と同じ。歌詞とアレンジが異なる。
3. CHOIR JAIL（Instrumental）
4. 残像未来（Instrumental）